# Xã Blooming Valley, Quận Divide, Bắc Dakota
Xã Blooming Valley (tiếng Anh: Blooming Valley Township) là một xã thuộc quận Divide, tiểu bang Bắc Dakota, Hoa Kỳ. Năm 2010, dân số của xã này là 47 người.